# 조셉 후커
조셉 후커(Joseph Hooker, 1814년 11월 13일~1879년 10월 31일)는 미국의 직업군인으로 남북 전쟁 때 북군의 소장으로 활약했다. 별명은 “파이팅 조”였다. 후커는 남북 전쟁 전체를 종군하여 많은 활약을 했으나, 1863년 챈슬러즈빌 전투에서 남군의 로버트 E. 리 장군에게 처참한 패배를 당한 것이 제일 많이 알려져 있다.

## 어린 시절
후커는 매사추세츠주 해들리에서 태어났다. 조부는 미국 독립전쟁때 대위였다. 초등교육은 고향의 범부금 아카데미에서 받았다. 1837년 미합중국 육군사관학교를 졸업하고 제1 미포병연대 소위로 임명되었다.
처음 임지는 플로리다주였으며 제2차 세미뇰 전쟁에 종군했다. 미국-멕시코 전쟁에서는 재커리 테일러와 윈필드 스콧 두 장군의 작전참모를 맡았다. 이때 3번의 전투: 몬테레(Monterrey) 대위, National Bridge 소령, 차팔테펙(Chapultepec) 중령의 각 전투에서 참모로서의 지도력과 용맹함에 의해 3번의 명예승진을 이루었다. 후커의 군대내에서 색남이란 평판은 멕시코때부터 시작되어 멕시코 여성들이 '잘생긴 대위(handsome captain)'라고 불렀다.
미국-멕시코 전쟁 후, 태평양 사단의 총무국장 후보가 되었으나 1853년 퇴역했다. 기티온 페로가 명령불복종으로 군법회의에 회부되었을 때, 후커의 원래 상관인 스콧장군에게 불리한 증언을 한 일로 인해 후커에 대한 군의 평판은 낮아졌다. 후커는 캘리포니아주 소노마군에 농부이자 토지개발자로서 입주했으나, 농부보다도 맡겨진 일이나 술에 빠지는 경우가 더 많았다. 후커가 새로운 직업에 명확히 불만을 갖고 성공도 하지 못한 것은 1858년 육군장관 존 B. 프로이드에게 보낸 [중령의 후보자로서 제임스 뷰캐넌대통령에게 추천해 주게]라고 요청한 편지를 보낸 것으로 알려져 있다. 그러나 이 요청은 사실이 아니다. 1859년부터 1861년까지 캘리포니아 민병대에서 대령직을 갖고 있었다.

## 남북전쟁
남북전쟁이 벌어질때 후커는 임명을 요구했으나 처음 요청은 당시 총사령관인 윈필드 스콧의 마음에 남겨진 앙금에 의해 거부되었다. 후커는 캘리포니아에서 동부로 이동하기 위해 사채를 빌렸다. 제1차 불런 전투의 패배를 목격한 후, 에이브라햄 링컨대통령에게 편지를 써서, 군대의 잘못된 관리와 어려운 사정을 이야기하고, 자신의 자격을 설명하고 재임용을 요구했다. 1861년 8월, 후커는 지원병대의 준장으로 지명되어 5월 17일부로 사령(辞令)을 받았다. 처음 워싱턴 D.C 주변의 여단을 지원하는 사단의 지휘를 맡았고, 조지 매클라렌소장의 휘하에서 새로운 포토맥군 조직화와 훈련을 맡았다.

### 1862년
1862년 반도 전역에서 후커는 제3군단 휘하 제2사단을 지휘하며, 임무를 수행하는 것 말고, 전장에 있어서 중요한 포인트를 적극적으로 찾는 전투지휘자로서 그 용명을 떨쳤다. 윌리엄스버그 전투(그 결과로써 1862년 5월 5일 소장으로 승진했다)와 7일 전투를 통해 두각을 나타냈다. 매클라렌의 신중한 성격의 장군의 모습에 여러 차례 리치먼드를 점령하지 못한것에 대해 명확히 비판했다. 후커는 자신의 상관에 대해서 [그는 군인이면서도 군인이지 않고, 군인이라는 것이 무엇인지를 알지 못한다]라고 말했다. 반도 전역에서 후커에 관련된 2개의 평판은 주로 부하의 복지와 사기를 올리는 것과 더불어 전장에서 항상 만취상태를 보낸다는 것이었다.
매클라렌의 군이 활동하지 않게되자, 후커는 존 포프소장의 버지니아군에 전속되었다. 그 사단은 즉 사무엘 P. 하인셀만 소장의 제3군단에 있다가, 북버지니아 전역과 제2차 불런 전투에서 북군이 대패를 당한 후, 9월 6일 버지니아군 제3군단의 군단장에 취임했다. 로버트 E. 리 장군의 군대가 북쪽의 메릴랜드주에 들어가자(메릴랜드 전역), 후커의 군단(9월 12일 제1군단으로 재조직되었다)은 포토맥군으로 재편성되어 사우스 마운틴 전투와 앤티텀 전투에서 활약했다. 앤티텀에서는 미국 역사속에서도 가장 많은 피를 흘린 날 최초의 공격을 시작한 것이 후커의 군단이었고, 스톤월 잭슨의 군단을 남쪽으로 몰아세웠지만, 더 이상 방법은 없었다. 후커는 공격적이어서 부하들을 다그쳤으나 다리를 부상당해 이른아침에 전장을 이탈했다. 자신이 전장에 남아있었다면 결정적인 북군의 승리로 끝났을거라고 주장했으나, 매클라렌 장군의 신중함때문에 다시 북군은 실패하고 세력으로 밀리던 리의 군대는 괴멸을 피했다. 링컨 대통령은 쓴맛을 다시며, 매클라렌을 해임하고 앰브로스 번사이드소장을 후임으로 임명했다.
1862년 12월 프레데릭스버그 전투는 북군의 또 하나의 좌절이었다. 다리의 부상으로부터 회복한 후커는 짧은기간 제5군단의 지휘를 맡았으나, 이어서 제3군단과 제5군단을 통괄하는 [대사단](大師団) 지휘관으로 승진했다. 후커는 도시를 배후로 하던 방어가 준비된 높은지대를 공격하려는 번사이드의 작전을 비웃으며, 이것을 [비상식]이라고 보았다. 그의 대사단(특히 제5군단)은 후커가 항의했음에도 불구하고, 번사이드의 명령에 의해 14번의 무익한 돌격을 감행해 엄청난 손실을 입었다. 번사이드는 이 전투 후, 1863년 1월에도 처참한 [진흙탕 행군]을 실시하고, 후커의 상관에 대한 비판은 공식적인 명령불복종의 영역에까지 도달했다. 번사이드를 가리켜 [비참한 남자, 실패한 희생]이라고 표현했다. 번사이드는 후커를 포함해 부하 지휘관 모두를 교체하기를 원해 대통령의 승인을 요구하는 서면을 작성했다. 후커의 일은 [현재와 같은 중요한 위기에서 중요한 역할을 맡기기에는 부적절]하다고 이야기했다. 그러나 링컨 대통령은 다시 쓴맛을 다시며, 반대로 번사이드를 해임했다.

### 포토맥군
1863년 1월 26일 포토맥군의 새로운 지휘관은 [파이팅 조] 후커였다. 후커의 평판은 전임자에 비해 굉장히 공격성을 띠고 있다는 것으로 군대의 일부는 다른 움직임을 피할 수 없는 것으로 보았다. 후커는 이 승진을 최고의 자리를 위해 받지 않았다. 그는 전시국은 독재자가 지배하는 것이 가장 좋은 것이라고 말했다고 한다. 링컨은 다음의 말로 대답했다.
| “ | 나는 그대가 최근 군대도 정부도 독재자를 필요로 한다는 말을 들었고, 그것은 믿을수있다고 생각되오. 물론 내가 그대를 지휘관으로 임명한것은 그때문만은 아니고, 그걸 위한것도 아니오. 성공한 장군들만이 독재자를 만들어 낼 수 있소. 지금 그대에게 원하는 것은 군사적인 승리이고, 독재제의 리스크를 매길 수 있소 | ” |

1863년 봄 사이, 후커는 걸출한 관리자로서 평판을 확립하고 번사이드 아래에서 저하된 병사의 사기를 되돌렸다. 그가 변화시킨것은 군대의 일일 식사의 수정, 숙영소의 위생상태 개선, 보급제도의 개량과 회계임명, 중대요리인의 추가와 감시, 여러개의 병원의 개선, 거기에 휴가제도의 개량(1개 중대에 대해 한명이 10일간 순번제)등이 그것이다. 그외로 증가하는 탈주를 막기 위한 필요성에 의해(링컨의 명령도 있어 도착한 편지의 검열, 탈주자를 사살하는 권한, 개량된 감시선), 훈련의 양과 질의 증가, 강력한 장교의 훈련, 높은 레벨의 명령교환 및 최초 연방기병대를 단일군단에 조직화시킨것등이 있다. 후커는 다시 탄생한 군대에 대해서 다음과 같이 이야기했다.
| “ | 나는 이 혹성에서 가장 우수한 군대를 갖고 있다. 나는 이 세상에서 가장 우수한 군대를 가지고 있다. 만약 적이 달아나지 않는다면 신이 도와주어야 할 것이다. 리 장군에게 신의 가호가 있기를...나는 그런것은 필요없다. | ” |

그러나 [파이팅 조]는 장군들과 그의 참모 및 부하들에게서 나쁜 예시도 보여주었다. 필마스에 있던 그의 본부는 [주점과 매춘굴]의 집합체라고 불리었다. 그는 다니엘 해더필드 및 악명높은 정치가 장군 다니엘 E. 싱클스를 포함한 충실한 정치권을 포함한 네트워크를 만들어 냈다.
그해 봄부터 여름에 걸쳐 후커의 작전은 뛰어난 예술미를 갖춘 기대되는 것이었다. 즉 기병군단을 적의 배후로 깊숙이 침투시켜, 보급선을 혼란시키고 주력부대의 공격에서 피할 수 있었다. 로버트 E. 리의 겨우 작은 군대를 프레데릭스버그에 꾀어내어 붙잡아두고, 한편 포토맥군의 대부분은 우회기동을 취해 리장군의 군을 후방에서 압박하려는 것이었다. 리 장군의 군대를 격파한다면 리치먼드의 점령도 가능했다. 후커 및 북군에게 불행한 것은 이 작전의 실행이 작전자체의 우아함과 합쳐지지 않았던게 문제였다. 조지 스톤만 준장이 지휘하는 기병대의 습격은 신중하게 이루어져, 그 목표했던것에 반도 도착하지 못했다. 우회기동은 충분히 할용한다면 전략적인 급습이 가능했으나, 1863년 5월 1일 적과 접촉했다는 첫 번째 소식을 들었을 때 후커는 자신만만함을 잃어버리고 말았다. 리 장군의 군대를 후방에서 공격한다는 것을 챈슬러즈빌이란 교착점의 마을 주변에 아군을 후퇴시킨 후에, 리 장군이 공격해 오길 기다렸다. 리 장군은 대담하게도 자신의 작은 군대를 둘로 나눠 후커군의 양쪽부대에 대처했다. 그 후, 아군을 나눴던 스톤월 잭슨의 군단에게 우회기동을 시켜, 후커의 무방비한 우익을 공격하게해, 제11군단을 붕괴시켰다. 포토맥군은 방어전을 벌였지만, 결과적으로 총퇴각을 할 수밖에 없었다.
챈슬러즈빌 전투는 [리의 완벽한 전투]라고 불리게 되었으나, 이것은 대담한 전술로 대부대의 적을 격파해 승리한 능력때문이었다. 후커의 실패 일부는 대포탄과의 사이 ****조우로 돌아갈 가능성이 있다. 후커가 본부 현관에 서있을 때, 포탄이 이곳에 있던 목제기둥을 맞췄다. 후커는 쓰러지면서 의식을 잃었고 그날의 남은시간 아무행동도 할 수 없었다. 이렇게 아무것도 할 수 없는 상태임에도 불구하고, 일시적으로 부관 다리우스 N. 카우치 소장에게 지휘권을 넘겨달라는 요청을 거절했다. 카우치 및 헨리 W. 슬로컴 소장을 포함한 그의 부하 장군들 여러명은 공연과 후커의 지휘관으로서의 결단에 의문을 갖기에 이른다. 카우치는 커다란 혐오감에 빠져, 다시 후커휘하에 들어가는 것을 거절했다. 그 후 수주간 정치적인 바람이 불어, 만약 링컨이 자신을 지지하지 않는다면 장군들이 자신인 후커를 그 지위에서 몰아낼 것이라고 회책했다.
1863년 6월 로버트 E. 리 장군은 다시 북부에 대한 침공을 개시하고, 링컨은 후커에게 리 장군을 추격해 격파하라고 독려했다. 후커의 최초 작전은 그것을 대신해 리치먼드를 점령하는 것이었으나, 링컨은 그의 아이디어를 그자리에서 부결시키고, 포토맥군을 북쪽으로 이동시켜 셰넌도어 계곡을 훓고 지나가 펜실베이니아주를 감시하는 리의 북버지니아군의 소재를 돌입해 저지하라는 것이었다. 후커의 임무는 즉 워싱턴 D.C 와 볼티모어를 지키는 것에 있어, 제2에게 리장군을 억누르고 격파하는 것이었다. 불행한 일로써 링컨은 후커에 대해 품고있던 신뢰도 거의 없었다. 후커가 하퍼스 페리의 방위군의 상태에 대해서 본부에서 논쟁을 벌일때, 충동적으로 사임을 말했을 때 이것을 곧바로 링컨과 총사령관 헨리 핸콕은 승인해 버렸다. 6월 28일, 남북전쟁의 정점이었던 게티스버그 전역의 3일전에 후커는 해임되고, 포토맥군 사령관 직은 조지 미드가 계승했다. 후커는 게티스버그 전역의 개시 당시 그 역할에 대해 연방의회로부터 감사장을 받았으나, 그 영예는 미드에게 넘어갔다.

### 서부전선
후커의 군사경력은 1863년 여름의 서투른 업적에서 끝나지 않았다. 포토맥군 제11 및 제12군단과 함께 테네시주의 차타누가 주변의 칸버랜드 군의 보강으로 전속되었고, 여기서 확고한 지휘관으로서 평판을 다시 얻기 위해 움직였다. 룩크아우트 마운틴 전투에서 지휘를 맡았고, 차타누가 전투에서는 율리시스 그랜트 중장의 결정적 승리를 위해 중요한 역할을 해냈다. 차타누가의 공적으로 인해 정규군 소장으로 명예승진했으나, 전투에 관련된 그랜트의 공식 보고서에는 후커보다도 그랜트의 친구인 윌리엄 셔먼의 공적을 높이 평가한 것에 대해 실망했다.
후커는 셔먼이 지휘하는 1864년의 애틀란타 전역에서 그의 군단(제20군단으로 재편)을 완벽하게 이끌었으나, 선배도 아닌 다른 장군(올리버 O. 하워드 소장)의 승진에 불만을 품고, 애틀란타시 점령전에 해임을 요구했다. 1864년 10월 1일에 오하이오주 신시내티에 본부를 설치한 북부방면군(미시간주, 오하이오주, 인디애나주, 일리노이주에서 구성)의 지휘를 맡아 전쟁의 종료 때까지 역임했다. 신시내티에 있을 때, 합중국 하원의원 윌리엄 S. 그로즈벡의 시누이 올리비아 그로즈벡과 결혼했다.

## 만년 및 유산

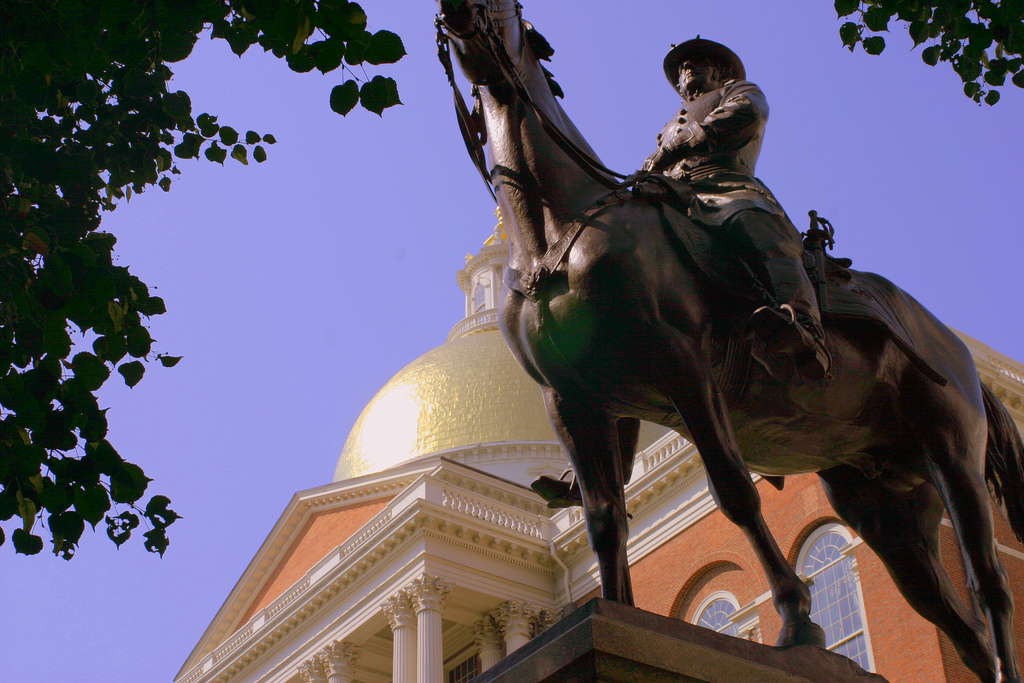
매사추세츠주 회의사당 앞에 있는 후커장군의 기마상.

남북전쟁 종전후, 후커는 건강을 잃고, 잠자던 도중에 신체일부가 마비되었다. 1866년 9월 1일 지원병을 해제하고, 1868년 10월 15일에는 정규군의 소장으로 육군에서 퇴역했다. 1879년 뉴욕주 가든시를 방문할 때 사망해 아내의 고향인 신시내티의 스프링그그라프 묘지에 매장되었다.
후커는 자신이 싫어한 별명 "파이팅 조" 로 일반에게 알려졌다. 반도 전역때 신문의 특보가 뉴욕에 전해졌을 때 [싸우는 존 후커]란 입고가 잘못된 타이핑이 그대로 인쇄되어 이것이 별명이 되었다. 로버트 E. 리 장군은 이 상대적수를 가리켜 [F.J 후커씨]라고 비꼬아 불렀다(F는 파이팅의 약자).
후커는 애주가이자 색남이라는 평가에도 불구하고, 후커의 본부에서 열린 파티 및 군사적 규율이 결여된 사고, 매춘부에 대한 속어가 그의 성씨에서 시작되었다는 민간의 이야기는 근거가 없다. 이 전설의 몇가지 형태는 그의 사단에 배치된 매춘부 한부대가 냉소적으로 [후커장군의 군대] 혹은 [후커의 여단]이라고 말한것에 의한 것이라고 한다. 그러나 [후커]라는 말은 후커가 공인이 되기전인 1845년에 이미 인쇄물에 나타나 있었다. 후커 전설의 유포는 적지 않은 그 말의 인기에서 일부 축적된것이 아닌가 생각된다.
보스턴의 매사추세츠주 회의사당의 외곽에는 후커장군의 기마상이 있다.
네브래스카주 후커군은 후커의 이름에서 유래되어 붙여진 곳이다.

## 참고 문헌
영어판 참고문헌입니다.
- Barnett, James, Forty For the Union: Civil War Generals Buried in Spring Grove Cemetery (Cincinnati Civil War Roundtable biography of Hooker).
- Catton, Bruce, Glory Road, Doubleday and Company, 1952, ISBN 0-385-04167-5.
- Eicher, John H., and Eicher, David J., Civil War High Commands, Stanford University Press, 2001, ISBN 0-8047-3641-3.
- Lincoln, Abraham, Letter to General Hooker, January 26, 1863.
- Sears, Stephen W., Chancellorsville, Houghton Mifflin, 1996, ISBN 0-395-87744-X.
- Sears, Stephen W., To the Gates of Richmond: The Peninsula Campaign, Ticknor and Fields, 1992, ISBN 0-89919-790-6.
- Smith, Gene, The Destruction of Fighting Joe Hooker, American Heritage magazine, October 1993.
- Warner, Ezra J., Generals in Blue: Lives of the Union Commanders, Louisiana State University Press, 1964, ISBN 0-8071-0822-7.